# 小太陽
《小太陽》是2009年台灣電視動畫，全13集，年輕帝國創意媒體、貳號資訊設計工作室製作，林良原著，郝廣才編劇，邱立偉導演。HiHD頻道於2009年10月13日每週一至五21:00－22:00首播，客家電視台於2013年6月5日至2013年6月21日每週一至週五17:30－18:00播放。
小太陽動畫是改編自林良（子敏）所著的《小太陽》一書，描寫林良一家於台灣70年代的生活。

## 登場人物
父親／林先生
本作主角之一，42歲。在家中工作的文創作家，同時兼任大學的文創系教授。其樣貌取自於作者本人。
母親／林太太
本作主角之一，39歲。主要的職業是家庭主婦，擅長的地方是明白的講道理和按照計劃的規畫將來。
大姐／櫻櫻
家中的長女。
二姐／琪琪
家中的次女。
小妹／瑋瑋
家中的三女。

## 作品的變遷
| 臺灣 HiHD頻道 每週一至週五 21:00 - 22:00       | 臺灣 HiHD頻道 每週一至週五 21:00 - 22:00                                    | 臺灣 HiHD頻道 每週一至週五 21:00 - 22:00    |
| ---------------------------------------------- | --------------------------------------------------------------------------- | ------------------------------------------- |
|                                                | 小太陽 （2009年10月13日－2009年10月21日）                                   |                                             |
| 台灣憨孩子 （2009年9月24日－2009年10月12日）   | 黑石故鄉 （2009年10月21日） 瀨上剛in台灣 （2009年10月22日－2009年10月28日） |                                             |
| 臺灣 客家電視台 每週一至週五 17:30 - 18:00     |                                                                             |                                             |
| 妙手小廚師 （2013年1月16日－2013年6月4日）     | 小太陽 （2013年6月5日－2013年6月21日）                                      | 魔法小仙女 （2013年6月24日－2013年7月29日） |
| 臺灣 台視綜合台 每週六至週日 17:30 - 18:00     |                                                                             |                                             |
| 小貓巴克里 （2015年10月31日－2015年12月20日）  | 小太陽 （2015年12月26日－2016年2月6日）                                     | 九藏喵王國（重播）                          |
| 臺灣 華視綜合娛樂台 每週一至週五 18:28 - 18:58 |                                                                             |                                             |
| 觀測站少年 （2016年4月11日－2016年4月26日）    | 小太陽 （2016年4月27日－2016年5月13日）                                     | 小貓巴克里 （2016年5月16日－2016年6月1日）  |

## 獎項

### 金鐘獎
| 年份   | 獲提名     | 獎項                    | 結果 |
| ------ | ---------- | ----------------------- | ---- |
| 2010年 | 《小太陽》 | 第45屆金鐘獎 動畫節目獎 | 獲獎 |

## 外部連結
- 小太陽動畫影集官方網站
- 台視官方網站 （页面存档备份，存于）